# جيمس كينغستون
جيمس كينغستون (بالإنجليزية: James Kingston)‏ هو لاعب غولف جنوب أفريقي، ولد في 30 نوفمبر 1965 في Ottosdal ‏ في جنوب أفريقيا.

## وصلات خارجية
- جيمس كينغستون على موقع رابطة أوروبا للاعبي الغولف المحترفين (الإنجليزية)
- جيمس كينغستون على موقع رابطة اليابان للاعبي الغولف المحترفين (الإنجليزية)
- جيمس كينغستون على موقع التصنيف العالمي الرسمي للغولف (الإنجليزية)